# Anacroneuria inza
Anacroneuria inza és una espècie d'insecte plecòpter pertanyent a la família dels pèrlids.

## Descripció
- Els adults presenten el cap i el pronot de color marró rogenc; les antenes llargues, grogues a la base i més clares a l'àpex; les potes grogues i les ales gairebé hialines amb la nervadura marró.
- Les ales anteriors del mascle fan al voltant de 12 mm de llargària.
- La femella no ha estat descrita.[5]

## Hàbitat
En el seu estadi immadur és aquàtic i viu a l'aigua dolça, mentre que com a adult és terrestre i volador.

## Distribució geogràfica
Es troba a Sud-amèrica: Colòmbia.